# 93P/Lovas
Lovas 1
93P/Lovas (aussi appelé Lovas 1) est une comète périodique de la famille des comètes de Jupiter.

## Découverte
Lovas 1 a été découvert le 5 décembre 1980 par Miklós Lovas à l'observatoire Konkoly en Hongrie.